# Texans de San Antonio
Les Texans de San Antonio sont une ancienne formation de la Ligue canadienne de football basée à San Antonio aux États-Unis et qui a joué une seule saison en 1995. Durant sa seule saison d'opération, les Texans ont conservé une fiche de 12 victoires et six défaites, terminant au deuxième rang de la division Sud.
L'équipe a été fondée quand Fred Anderson, le propriétaire des Gold Miners de Sacramento, a cherché à relocaliser son club à cause des déficiences du stade qu'ils utilisaient, le Hornet Stadium. Une franchise de la Ligue canadienne de football avait déjà été accordée à la ville de San Antonio en 1993, mais son propriétaire avait manqué de fonds et l'équipe n'a jamais vu le jour. Le principal atout de San Antonio était son stade, l'Alamodome, dont le terrain pouvait être aménagé pour respecter les dimensions requises par le football canadien, plus grandes que celles du football américain.

## Saison 1995
Menés à l'offensive par l'expérimenté quart-arrière David Archer (en), les Texans constituent la deuxième meilleure attaque de la LCF. Le demi offensif Mike Saunders (en) connait une saison de plus de 1000 verges (yards en Europe) par la course et marque 16 touchés.
En séries éliminatoires, les Texans battent d'abord les Barracudas de Birmingham par 52-9 avant d'être battus 21-11 par les Stallions de Baltimore dans la finale de la division Sud. 

## Dissolution
Fred Anderson a fait de grands efforts pour maintenir en vie sa franchise, mais avec la disparition ou le déménagement des autres franchises américaines, il se serait retrouvé avec la seule équipe de la LCF aux États-Unis, ce qui n'était pas une option viable. Aucune ville canadienne n'était en mesure d'accueillir les Texans. Anderson n'a donc eu d'autre choix que de mettre la clé dans la porte en février 1996.